# Lipica, Škofja Loka
Lipica je naselje v Občini Škofja Loka.